# Chionanthus
Chionanthus és un gènere amb prop de 80 espècies de plantes amb flors de la família Oleaceae.
El gènere es distribueix sobretot per les regions tropicals i subtropicals, però dues espècies són natives de regions temperades la C. retusus a Àsia i la C. virginicus a Amèrica del Nord. Les espècies tropicals són de fulles perennes i els de les zones temperades són de fulles caduques.

## Descripció
Són arbusts o petits arbres de grandària mitjana, 3-25 metres d'altura. Amb fulles oposades i simples. Les flors es produeixen en raïms plumosos i són de color rosa clar, groc clar o tenyit. La fruita és una drupa amb una sola llavor.

## Espècies importants
Aquestes són les principals espècies:
- Chionanthus albidiflorus
- Chionanthus axillaris
- Chionanthus axilliflorus
- Chionanthus brachythyrsus
- Chionanthus caudatus
- Chionanthus compactus
- Chionanthus domingensis
- Chionanthus foveolatus
- Chionanthus guangxiensis
- Chionanthus hainanensis
- Chionanthus henryanus
- Chionanthus holdridgei
- Chionanthus intermedius
- Chionanthus ligustrinus
- Chionanthus longiflorus
- Chionanthus picrophloia
- Chionanthus pubescens
- Chionanthus pygmaeus
- Chionanthus quadristamineus
- Chionanthus ramiflorus
- Chionanthus retusus
- Chionanthus sleumeri
- Chionanthus virginicus